# Бучацький Повітовий Союз Кооператив
Бучацький Повітовий Союз Кооператив (ПСК) — об'єднання кооператив у Бучацькому повіті за часів польської окупації Східної Галичини (ЗУНР).

## Відомості

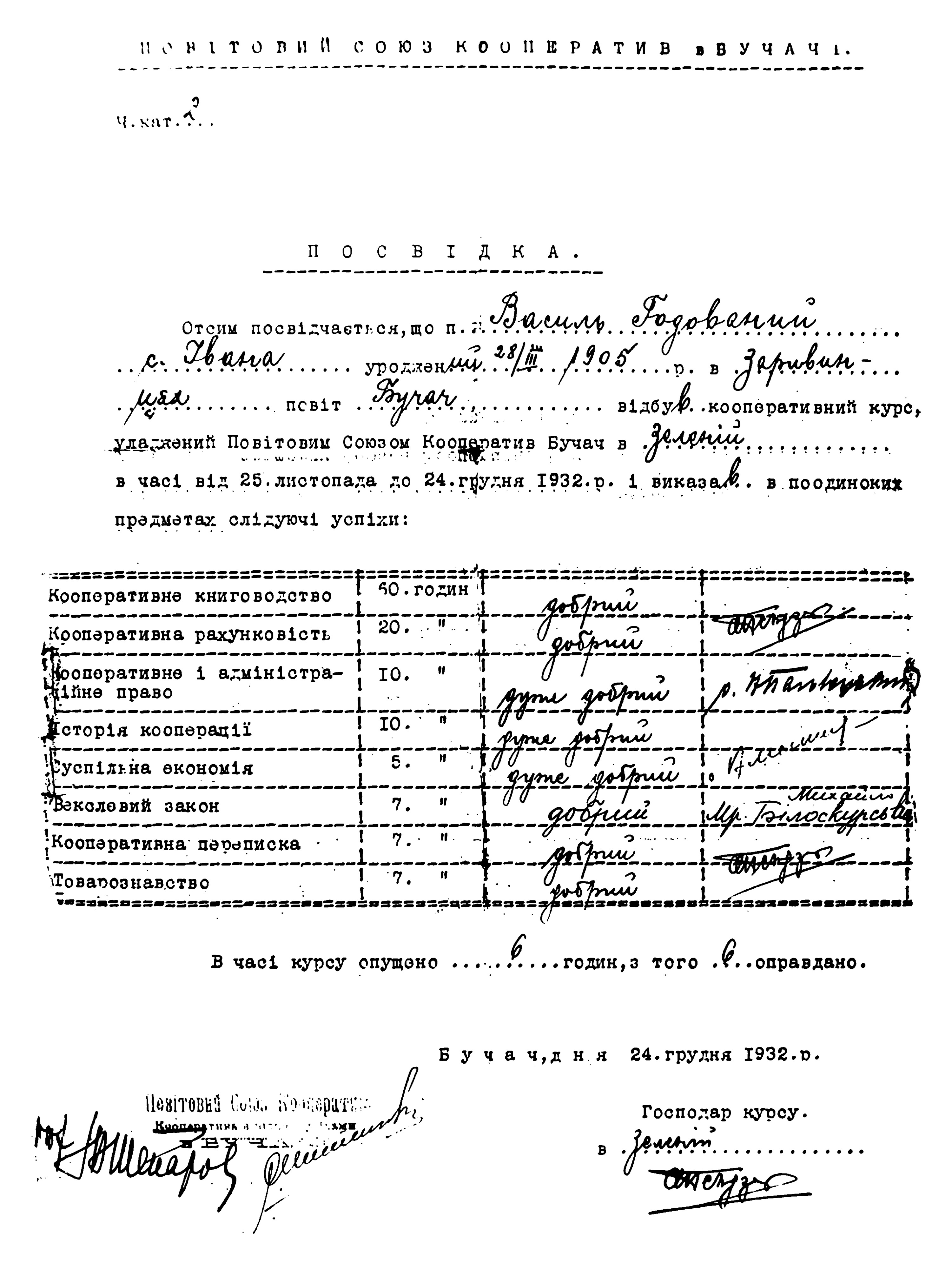
Посвідка Повітового союзу кооператив у Бучачі від 24 грудня 1932 року видана Василеві Годованому, уродженому 28.03.1905 р. в Заривинцях Бучацького повіту про те, що він дійсно відбув кооперативний курс

Заснований на зборах 24 серпня 1924 року, що відбулися в приміщенні товариства «Українська Бесіда» (будівля банку «Праця»). На зборах були представники 6-ти кооператив: «Поступ» (Бучач), «Надія» (Переволока), «Єдність» (Трибухівці), «Поступ» (Новосілка Язловецька), «Косар» (Жизномир), «Побіда» (Сороки). Було підписано Статут ПСК, обрано керівників. Ними стали, зокрема, Остап Сіяк — директор, нотар Степан Купчинський — скарбник, Степан Шипилявий — книговод (бухгалтер). 6 кооператив внесли по 5 злотих «вписового», по 100 — на «уділи», що склали основний фонд нового Союзу.
Торгову діяльність розпочали з 1 січня 1925. Магазин розташовувався у приміщенні банку «Праця» на 1-му поверсі, канцелярія — на 2-му.
16 жовтня 1630 у місті відбулась «пацифікація українців», зокрема, знищили Повітовий Союз Кооператив.

### Голови Надзірної ради
- парох Денис Нестайко,
- о. Іван Галібей

### Начальні директори
- Юрій Шепарович[3]
- у 1933—1939 роках — Микола Хархаліс.

### Працівники
- Лев Зацний
- Марія Кизимович.